# Carlos Manuel Rodríguez Santiago
Blaženi Carlos Manuel Cecilio Rodríguez Santiago (Caguas, Portoriko, 22. studenoga 1918. – Río Piedras, Portoriko, 13. srpnja 1963.) - portorikanski blaženik, katolički aktivist, član Bratstva kršćanske doktrine, Društva svetog imena i udruge Vitezovi Kolumbovi, inicijator Dana kršćanskog života u Río Piedrasu, jedan od prethodnika liturgijske obnove, prvi Portorikanac proglašen blaženim
Bio je drugo od petero djece Manuela Baudilia Rodrigueza i Hermine Santiago. Jedna sestra bila je karmelićanska redovnica, a jedan brat benediktinski redovnik i prvi Portorikanac izabran za predstojnika samostana. Kršten je 4. svibnja 1919. godine. 1924. godine, u dobi od šest godina, ušao je u katolički koledž u Caguasu, gdje je ostao do osmog razreda. Vatra je uništila obiteljski dom i biznis 1925. godine pa su morali iseliti djedu i baki. Od 1927. godine do smrti bolovao je od ulceroznoga kolitisa. 1932. godine završio je osmi razred, a zatim se upisao u javnu srednju školu Gautier Benitez Caguas. Bio je službenik do 1946. godine. 
Zbog bolesti nije bio u mogućnosti završiti željeni studij za svećenika. Nije mario za materijalnim bogatstvom, posjedovao je samo jedan par cipela, koje su sačuvane u kući njegove sestre. Kao laik, radio je na evangelizaciji, stotine ljudi približio je Bogu, podučavao je studente vjeri, gorljivo je promicao liturgijsku obnovu, zalagao se za obnovu dobrih vjerskih običaja, posebno uskrsnih. Svirao je klavir i orgulje.
Umro je od raka crijeva u 44. godini, na glasu svetosti. Trpio je velike boli zbog neizlječive bolesti pa je imao i osjećaj, da ga je Bog napustio, ali je ponovno otkrio vjeru i vratio entuzijazam.
Blaženim ga je proglasio papa Ivan Pavao II. 29. travnja 2001. godine.